# 吳振立
吳振立（约1956年—1971年9月28日），臺灣宜蘭縣礁溪鄉二結村人，在宜蘭市中山橋為救女童而殉身，於宜蘭中山公園立碑紀念，後紀念碑遷至家鄉。

## 生平
吳振立剛滿週歲後，其雙親即離婚，母親改嫁。父親為了這獨子能接受好的教育，從小就從故鄉二結村送到宜蘭市力行國小就讀，寄居於其叔父吳清河宜蘭市舊城北路七十巷的家，畢業後升入宜蘭國中。巷弄裡鄰居對他的印象是人緣特別好，不僅小孩子喜歡和他玩，就是大人也很喜歡他。祖母病逝後，回到二結村騎腳踏車通學。
國中導師張澄光回憶，吳振立國中時被選為康樂股長，熱心負責，更被指派為管樂隊長，常出外比賽，為校爭光，也很有正義感。導師表示他平時就表現得很夠義氣，做事絕對不使別人吃虧，有時還幫助同學們解決困難。
1971年9月27日，颱風貝絲吹襲過後，宜蘭豪大雨停課，十六歲的吳振立暫住於叔父家。次日上午8時半，他與同就讀宜蘭國中的堂兄李慶榮各騎單車欲回二結村，到了宜蘭市中山橋北端，見洪水太大，二人有意折返。就在這時，吳振立看到迎面涉水十二歲女童陳錦芳失足落到路旁的深溝裡，便毫不考慮的取下左手的手錶交給堂兄，跑了廿餘公尺，伸手抓住，但他自己亦被洪流捲了進去。李慶榮大喊救命，附近有位搭竹筏的農民很快划過來，但始終找不到。過了一個小時，水稍退，警方才派了十餘人前來打撈。11時左右，女生屍體先在附近打撈起來，吳振立的屍體則在較遠的甘蔗園裡被撈起。

## 身後

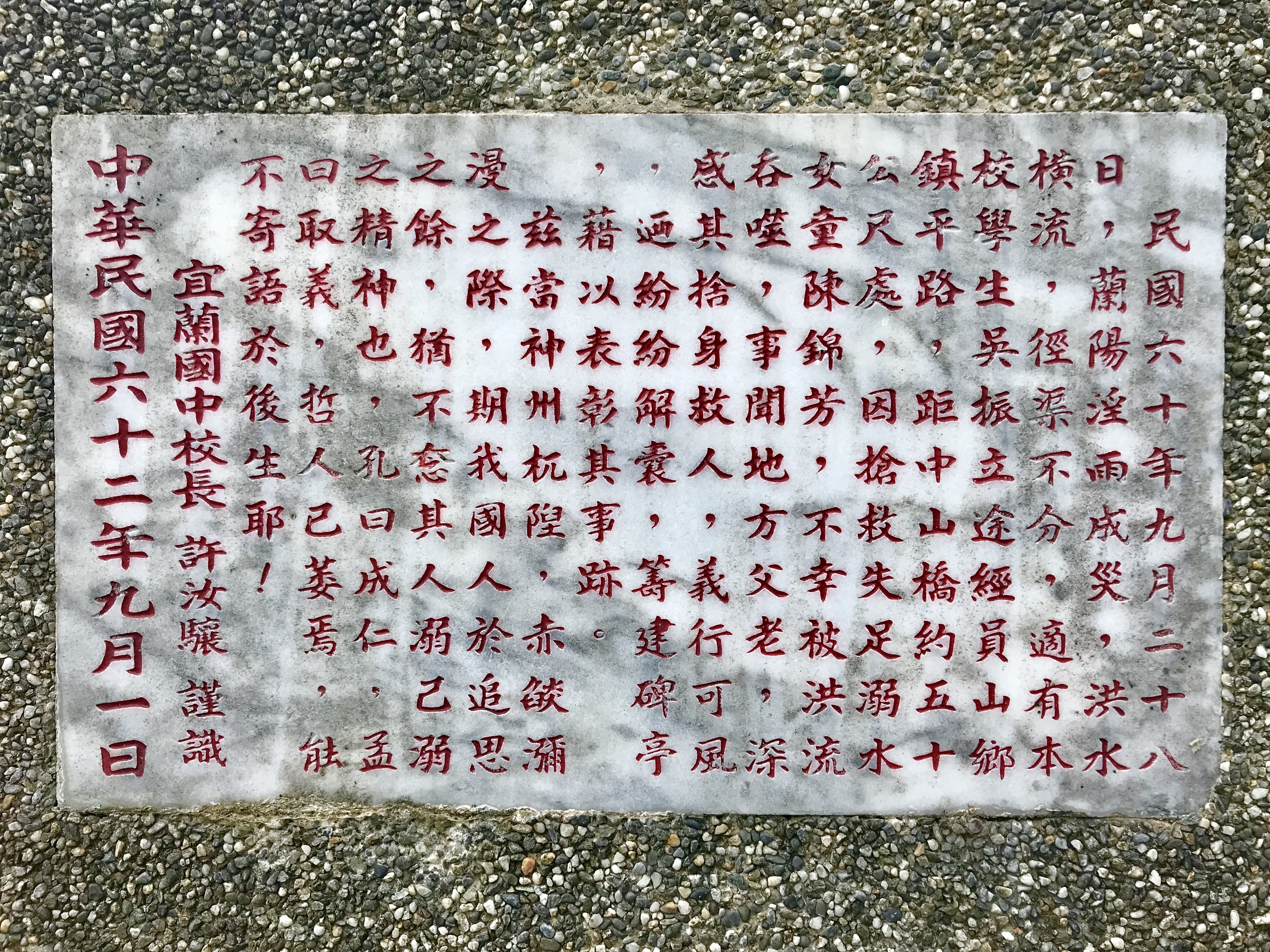
碑文

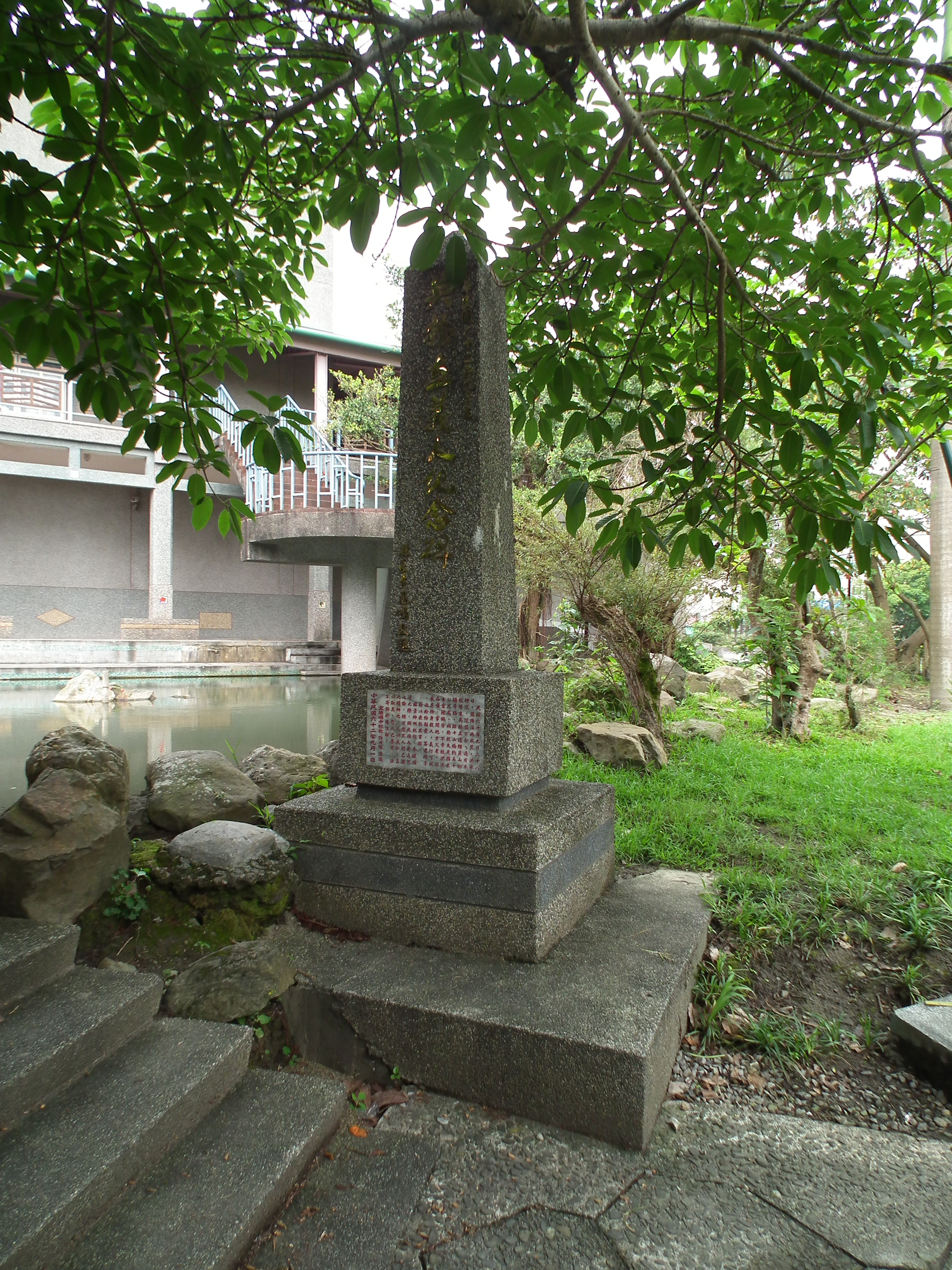
還設立於宜蘭中山公園時的紀念碑

次日，省府委員林石城代表省府主席陳大慶，到吳振立的家裡弔唁，並致送五千元的弔慰金。救國團宜蘭縣團委會也送了五百元的慰問金。宜蘭市民代表會族發起在吳振立殉難的中山橋頭興建紀念碑。宜蘭國中召開導師會議，決定舉行追悼會，教職員並自動捐出一日所得，做為吳振立的喪葬費用，全校同學也在進行募捐。
同年10月16日，縣府禮堂舉行吳振立同學大會，省府副秘書長余學海代表省主席陳大慶主祭，接著由縣長陳進東代表宜蘭縣各界主祭。宜蘭國中校長許汝驤代表吳振立的家屬及學校，敘述吳振立的生平及他去世的經過。
事後各界感念吳振立捨身救人的善行，紛紛捐款，其紀念碑的餘款則在其母校宜蘭國中成立獎學金。紀念碑設立在中山公園演藝廳後方水池邊，由校長許汝驤刻石誌記，縣長李鳳鳴題「義人吳振立紀念碑」。每年9月28日，家屬都會到碑前獻花追思。孟瑤撰文感嘆這樣紀念小義士的紀念物似乎還不止一座，野柳的林添禎銅像是該贏得眾人禮敬，卻不能以同樣的理由去鑄造小義士的銅像，其義行應是成年人所作，憑這些銅像的力量來鼓勵一群未成年的孩子步先烈的後塵，是在不斷寫出相同悲劇的新頁，質疑成人為何能編出漂亮的口號來鼓勵孩子們追隨著那些小義士，匆匆地走完自己的人生旅程。之後，1995年，宜蘭落成因救人殉身而建的賴建忠紀念碑。
1999年10月21日，市公所表示吳振立碑體破損嚴重，會設法整修、維護。
2016年報導，吳振立妹婿陳茂盛表示，吳的母親已高齡七十九歲，每次想到兒子都很傷心難過，家屬建議遷到宜市舊城南路和泰山路口，即宜蘭酒廠附近。同年採訪，宜蘭國中校長康興國表示當初各界捐款十萬元成立吳振立基金會，頒發獎學金標準為具備義勇行為，導致獎學金從未發放。
2018年，適逢中山公園改建，陳茂盛向宜蘭市公所請願，希望將該座紀念碑遷移至吳振立出生地旁，以便家屬就近維護追思。紀念碑設立在國立宜蘭大學延文實驗林場入口處。
2019年7月27日，紀念碑揭幕，宜蘭縣副縣長林建榮、宜蘭市長江聰淵、吳振立義人教育協會籌備會主委李錦昌參與。此外還有市代會主席林智勇、宜蘭國中校長連志峰、吳振立母親李吳寶琴、國民黨立委參選人呂國華、立委陳歐珀夫人徐慧瑜、吳振立同學及導師張澄光、陳永瑞、蔡天德老師、前校長廬鴻博、康興國也到場。